# Жељко Бркић
Жељко Бркић (Нови Сад, 9. јул 1986) бивши је српски фудбалски голман.

## Клупска каријера
Бркић је почео да тренира у новембру 1992. у школи фудбала код под вођством Мике Радосава. Касније је био у Индексу, а са 12 година постао члан Војводине. Једно време провео је на позајмици у новосадском Пролетеру, а за први тим Војводине је дебитовао у сезони 2006/07. Одиграо је 117 утакмица за Војводину, а у последње две сезоне био је први капитен тима.
У летњем прелазном року 2011. године, Жељко Бркић потписао је петогодишњи уговор са италијанским прволигашем Удинезеом и прослеђен је на једногодишњу позајмицу у ФК Сијена. Након сезоне у Сијени, Бркић се вратио у Удинезе, пошто је руководство клуба продало првог голмана екипе Самира Хандановића. Једну сезону (2012/13) је био стандардан на голу Удинезеа, да би након тога уследиле позајмице у Каљари и Карпи.
У јулу 2016. је потписао трогодишњи уговор са ПАОК-ом из Солуна. У грчком клубу није успео да се избори за статус првог голмана. Забележио је само 11 наступа у свим такмичењима, након чега је у фебруару 2018. договорио споразумни раскид уговора. Након две и по године без клупског ангажмана, Бркић се крајем септембра 2020. вратио у Војводину, са којом је потписао једногодишњи уговор.

## Репрезентација
За репрезентацију Србије до 21 године је дебитовао 7. јуна 2007. у мечу са Летонијом. Био је у саставу репрезентације Србије на Олимпијским играма 2008. у Пекингу, али није одиграо ниједну утакмицу. Такође, учествовао је на Европском првенству за младе 2009. где је бранио на све три утакмице које је Србија одиграла.
За сениорску репрезентацију Србије је дебитовао 3. марта 2010. у пријатељској утакмици против Алжира. У дресу сениорске репрезентације је одиграо укупно 11 утакмица.